# Eleições gerais no Brasil em 1966
Em 15 de novembro de 1966 (terça-feira) foram eleitos os membros do Congresso Nacional do Brasil. No período, o parlamento encontrava-se fechado por ordem do presidente da república, o marechal Castelo Branco, após revolta parlamentar, inclusive de arenistas, contra a cassação de seis deputados federais: Abrahão Fidélis de Moura, Antônio Adib Chammas, Armindo Marcílio Doutel de Andrade, Cesar Prieto, Humberto El-Jaick e Sebastião Paes de Almeida.
Nas eleições, estavam em jogo um terço das vagas no Senado Federal e todos os assentos da Câmara dos Deputados. Foi a primeira eleição legislativa realizada pelo Regime Militar de 1964 e a única realizada no governo Castelo Branco. No ano anterior, houvera eleições diretas para governador em onze estados.
Antes da eleição, o marechal Castelo Branco afirmou que não toleraria candidaturas desafinadas com governo federal.

## Governadores
Na relação abaixo foram destacados em negrito os governadores de estado eleitos em 1965 visto que a duração uniforme dos mandatos só ocorreu a partir de 1970.
| Estado | Estado              | Governador                        | Partido | Vice-governador        | Detalhes        |
| ------ | ------------------- | --------------------------------- | ------- | ---------------------- | --------------- |
|        | Acre                | Jorge Kalume                      | ARENA   | Cargo inxistente       | AC 1966         |
|        | Alagoas             | João Batista Tubino Lamenha Filho | ARENA   | - Manoel Luz           | AL 1965 AL 1966 |
|        | Amazonas            | Danilo Areosa                     | ARENA   | Rui Araújo             | AM 1966         |
|        | Bahia               | Luís Viana Filho                  | ARENA   | Jutahy Magalhães       | BA 1966         |
|        | Ceará               | Plácido Castelo                   | ARENA   | Humberto Ellery        | CE 1966         |
|        | Espírito Santo      | Cristiano Dias Lopes              | ARENA   | Isaac Lopes Rubim      | ES 1966         |
|        | Goiás               | Otávio Lage                       | UDN     | Osires Teixeira        | GO 1965 GO 1966 |
|        | Guanabara           | Negrão de Lima                    | PSD     | Rubens Berardo         | GB 1965 GB 1966 |
|        | Maranhão            | José Sarney                       | UDN     | Antônio Jorge Dino     | MA 1965 MA 1966 |
|        | Mato Grosso         | Pedro Pedrossian                  | PSD     | Lenine Póvoas          | MT 1965 MT 1966 |
|        | Minas Gerais        | Israel Pinheiro                   | PSD     | Pio Soares Canedo      | MG 1965 MG 1966 |
|        | Pará                | Alacid Nunes                      | UDN     | Renato Franco          | PA 1965 PA 1966 |
|        | Paraíba             | João Agripino                     | UDN     | Severino Cabral        | PB 1965 PB 1966 |
|        | Paraná              | Paulo Pimentel                    | PTN     | Plínio da Costa        | PR 1965 PR 1966 |
|        | Pernambuco          | Nilo Coelho                       | ARENA   | Salviano Machado       | PE 1966         |
|        | Piauí               | Helvídio Nunes                    | ARENA   | João Clímaco d'Almeida | PI 1966         |
|        | Rio de Janeiro      | Geremias Fontes                   | ARENA   | Heli Ribeiro Gomes     | RJ 1966         |
|        | Rio Grande do Norte | Valfredo Gurgel                   | PSD     | Clóvis Mota            | RN 1965 RN 1966 |
|        | Rio Grande do Sul   | Peracchi Barcelos                 | ARENA   | Cargo inexistente      | RS 1966         |
|        | Santa Catarina      | Ivo Silveira                      | PSD     | Francisco Dall'Igna    | SC 1965 SC 1966 |
|        | São Paulo           | Abreu Sodré                       | ARENA   | Hilário Torloni        | SP 1966         |
|        | Sergipe             | Lourival Batista                  | ARENA   | Manoel Cabral          | SE 1966         |

## Senadores eleitos
Foram reeleitos seis senadores da 42.ª legislatura, Carvalho Filho (suplente do falecido Otávio Mangabeira), Correia da Costa (após passagem pelo governo de Mato Grosso) Guido Mondin, Menezes Pimentel (reeleito para um mandato de quatro anos), Milton Campos e Rui Carneiro. A representação do então Distrito Federal foi renomeada como estado da Guanabara.
| Estado | Estado              | Senadores eleitos em 1966       | Partido | Suplentes                          |
| ------ | ------------------- | ------------------------------- | ------- | ---------------------------------- |
|        | Acre                | Adalberto Sena                  | MDB     | Clóvis de Azevedo Maia             |
|        | Alagoas             | Teotônio Vilela                 | ARENA   | Arnaldo Paiva                      |
|        | Amazonas            | Álvaro Maia                     | ARENA   | Flávio Brito                       |
|        | Bahia               | Carvalho Filho                  | ARENA   | Antônio Fernandes                  |
|        | Ceará               | Menezes Pimentel Paulo Sarasate | ARENA   | Gentil Barreira Valdemar Alcântara |
|        | Espírito Santo      | Carlos Lindenberg               | ARENA   | Henrique Del Caro                  |
|        | Goiás               | João Abraão                     | MDB     | Péricles Pedro da Silva            |
|        | Guanabara           | Mário Martins                   | MDB     | Marcelo Alencar                    |
|        | Maranhão            | Clodomir Millet                 | ARENA   | Aquiles Cruz                       |
|        | Mato Grosso         | Correia da Costa                | ARENA   | Paulino Lopes da Costa             |
|        | Minas Gerais        | Milton Campos                   | ARENA   | José Augusto Ferreira              |
|        | Pará                | Jarbas Passarinho               | ARENA   | Milton Trindade                    |
|        | Paraíba             | Rui Carneiro                    | MDB     | Pereira Diniz                      |
|        | Paraná              | Ney Braga                       | ARENA   | Octávio Cesário Júnior             |
|        | Pernambuco          | João Cleofas                    | ARENA   | José do Rego Maciel                |
|        | Piauí               | Petrônio Portela                | ARENA   | Benoni Leal                        |
|        | Rio de Janeiro      | Paulo Torres                    | ARENA   | Cordolino Jose Ambrósio            |
|        | Rio Grande do Norte | Duarte Filho                    | ARENA   | Luís de Barros                     |
|        | Rio Grande do Sul   | Guido Mondin                    | ARENA   | Naziazeno D' Almeida               |
|        | Santa Catarina      | Celso Ramos                     | ARENA   | Alvaro Bocayuva Catão              |
|        | São Paulo           | Carvalho Pinto                  | ARENA   | Virgílio Lopes da Silva            |
|        | Sergipe             | Leandro Maciel                  | ARENA   | Gonçalo Rollemberg da Cruz Prado   |

## Deputados federais eleitos
Estavam em jogo 409 cadeiras das quais a ARENA obteve 277 e o MDB 132.

## Deputados estaduais eleitos
As Assembleias Legislativas Estaduais elegeram 1076 deputados, sendo 731 da ARENA e 345 do MDB.